# Neruda (cratère)
Pour les articles homonymes, voir Neruda.
Neruda est un cratère d'impact présent sur la surface de Mercure. 
Le cratère fut ainsi nommé par l'Union astronomique internationale en 2008 en hommage au poète chilien Pablo Neruda. 
Son diamètre est de 112 km. Il a donné son nom à la région de Mercure dans laquelle il se situe, le quadrangle de Neruda (quadrangle H-13).